# 백정훈
백정훈(1982년 6월 24일 ~ )은 KIA 타이거즈의 전 야구 선수다.

## 출신 학교
- 광주동성고등학교
- 성균관대학교

## 같이 보기
- 2005년 KIA 타이거즈 시즌